# ウェストフェリシアナ郡 (ルイジアナ州)

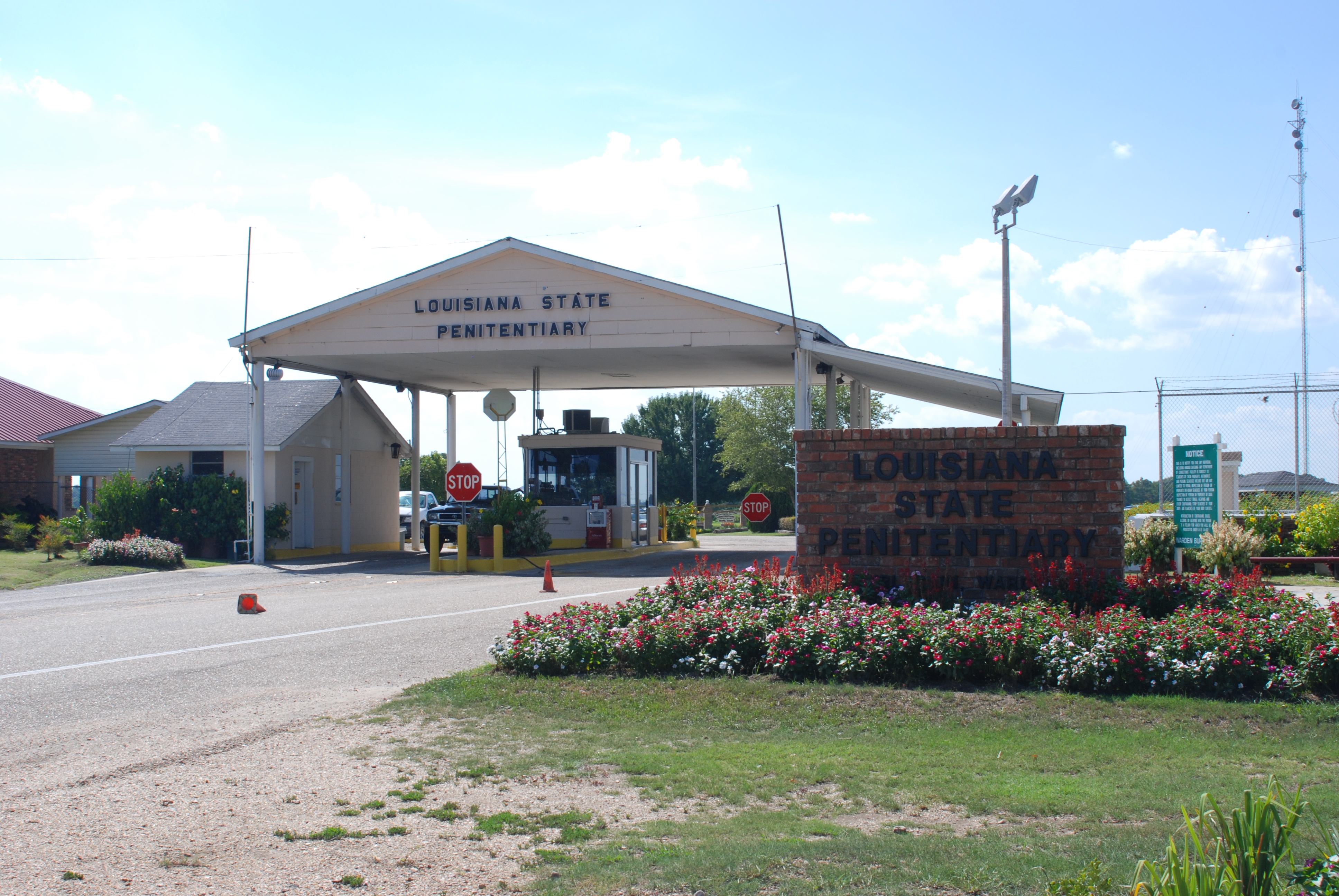
ルイジアナ州立刑務所

ウェストフェリシアナ郡（ウェストフェリシアナぐん、英: West Feliciana Parish）は、アメリカ合衆国ルイジアナ州の中央部に位置する郡である。2010年国勢調査での人口は15,625人であり、2000年の15,111人から3.4％増加した。郡庁所在地はセントフランシスビル（人口1,765人）であり、同郡で人口最大の町でもある。ルイジアナ州立刑務所が郡内アンゴラの町にある。
ウェストフェリシアナ郡はバトンルージュ大都市圏に属している。

## 歴史

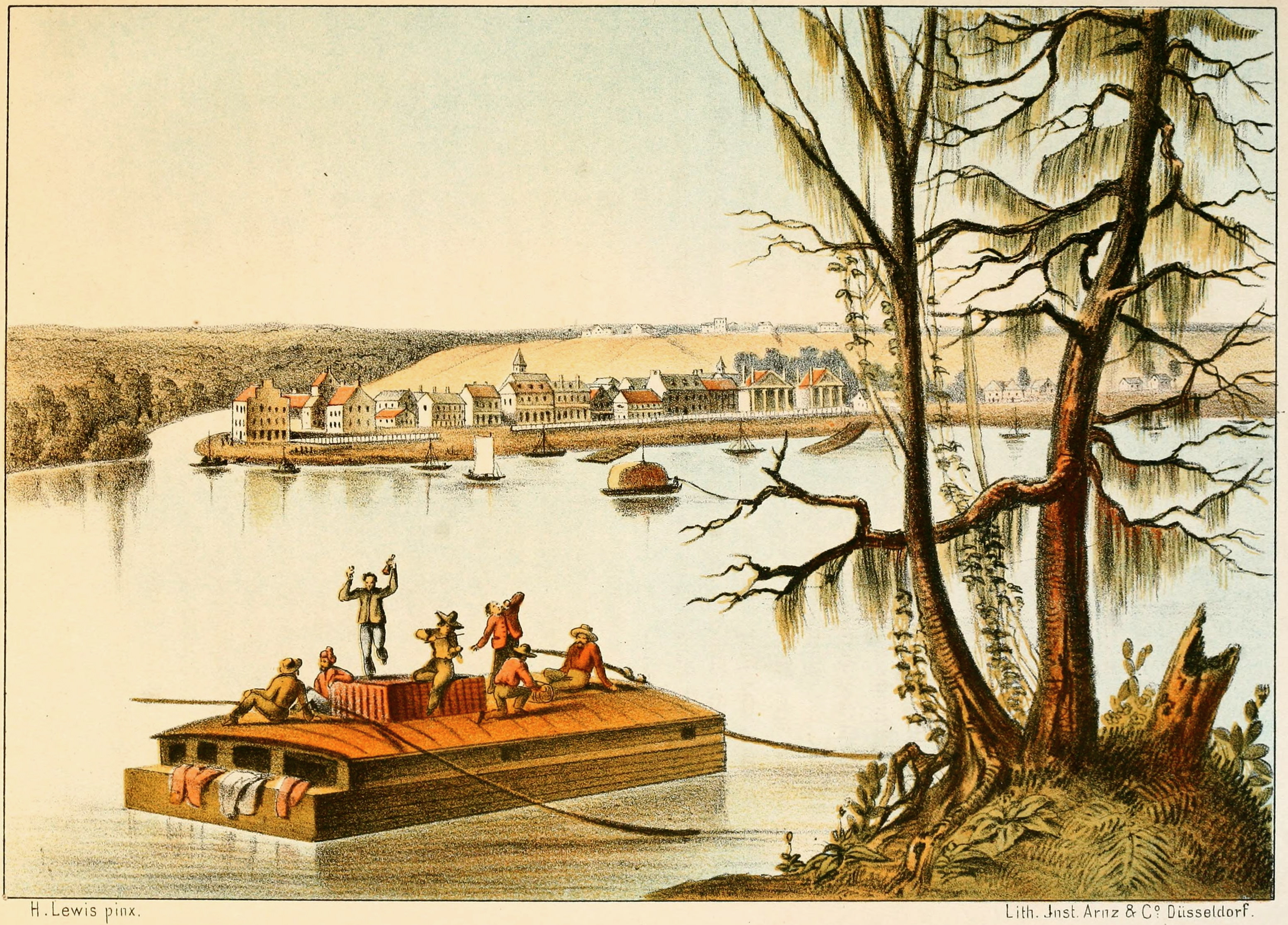
バイユー・サラ、ミシシッピ川から望む、1840んだい後半、セントフランシスビルが後景の丘にある

17世紀後半フランシスコ会カプシン聖職者がバイユー・サラの開拓地を造ったことに続いて、この地域をスペイン、フランス、イングランドが探検した。当初の開拓地は現在流れが変わったミシシッピ川の中にある。
ウェストフェリシアナ郡は当初西フロリダ植民地に属しており、ルイジアナ買収のときに他のフロリダ郡部と結合された。短期間フェリシアナ共和国として独立したが、1810年にフェリシアナ郡としてアメリカ合衆国に併合された。1824年、東西のフェリシアナ郡に分割された。
南北戦争のとき、ウェストフェリシアナ郡は南軍のために戦う兵士の家族を経済的に支援した。兵士の妻子はその家族数に従って月10ドルないし40ドルを受け取った。
南北戦争が始まる以前から、ウェストフェリシアナ郡は民主党を支持していた。1972年の大統領選挙では、民主党のジョージ・マクガヴァンとサージェント・シュライバーの組み合わせを支持したことでは州内唯一の郡となった。2000年以降は大統領選挙で共和党候補を支持している。この年、ジョージ・W・ブッシュとディック・チェイニーの組み合わせが総投票数の55％、2,512票を獲得し、対する民主党のアル・ゴアとコネチカット州のジョー・リーバーマンの組み合わせは45％、2,187票だった。2004年では、ブッシュとチェイニーが総投票数の56％、2,932票を獲得し、対する民主党のジョン・ケリーとジョン・エドワーズは42％、2,214票だった。2008年もジョン・マケインが民主党のバラク・オバマを破った。

## 地理
アメリカ合衆国国勢調査局に拠れば、郡域全面積は426平方マイル (1,103 km2)であり、このうち陸地406平方マイル (1,052 km2)、水域は20平方マイル (52 km2)で水域率は4.70％である。
ウェストフェリシアナ郡はミシシッピ川に沿っており、西はポイントクーピー郡、東はイーストフェリシアナ郡に接している。バトンルージュ市からは北に約30マイル (50 km) にあり、ミシシッピ州ナチェズからは南に約60マイル (100 km) である。

### 主要高規格道路
- アメリカ国道61号線
- ルイジアナ州道10号線
- ルイジアナ州道66号線

### 隣接する郡
- ウィルキンソン郡 (ミシシッピ州) - 北
- イーストフェリシアナ郡 - 東
- イーストバトンルージュ郡、ウェストバトンルージュ郡 - 南
- ポイントクーピー郡 - 南西
- アボイルズ郡、コンコルディア郡 - 北西

### 国立保護地域
- キャットアイランド国立野生生物保護区

## 人口動態
以下は2000年の国勢調査による人口統計データである。
| 基礎データ - 人口: 15,111人（約5,000人は囚人） - 世帯数: 3,645 世帯 - 家族数: 2,704 家族 - 人口密度: 14人/km2（37人/mi2） - 住居数: 4,485軒 - 住居密度: 4軒/km2（11軒/mi2） 人種別人口構成 - 白人: 48.63% - アフリカン・アメリカン: 50.51% - ネイティブ・アメリカン: 0.20% - アジア人: 0.17% - 太平洋諸島系: 0.02% - その他の人種: 0.03% - 混血: 0.44% - ヒスパニック・ラテン系: 1.04% 年齢別人口構成 - 18歳未満: 20.3% - 18-24歳: 8.7% - 25-44歳: 40.0% - 45-64歳: 23.8% - 65歳以上: 7.2% - 年齢の中央値: 37歳 - 性比（女性100人あたり男性の人口） - 総人口: 191.1 - 18歳以上: 223.6 | 世帯と家族（対世帯数） - 18歳未満の子供がいる: 38.9% - 結婚・同居している夫婦: 54.1% - 未婚・離婚・死別女性が世帯主: 15.6% - 非家族世帯: 25.8% - 単身世帯: 23.1% - 65歳以上の老人1人暮らし: 8.2% - 平均構成人数 - 世帯: 2.73人 - 家族: 3.24人 収入と家計 - 収入の中央値 - 世帯: 39,667米ドル - 家族: 47,239米ドル - 性別 - 男性: 35,046米ドル - 女性: 21,922米ドル - 人口1人あたり収入: 16,201米ドル - 貧困線以下 - 対人口: 19.9% - 対家族数: 15.0% - 18歳未満: 25.3% - 65歳以上: 23.4% |

## 都市と町

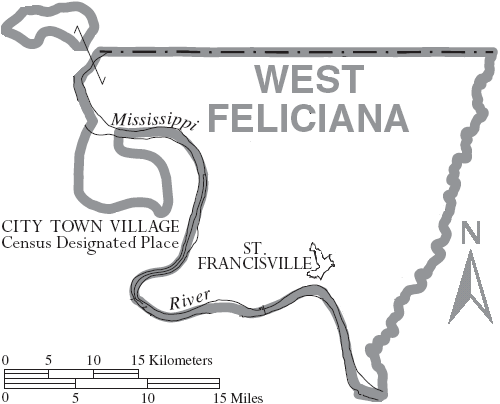
ウェストフェリシアナ郡図

セントフランシスビル、郡内唯一の法人化町 - 郡庁所在地

### 未編入の町
- ルイジアナ州立刑務所（アンゴラ）
- ベインズ
- チュニカ
- ウェイクフィールド

## 政府の機関
ルイジアナ州公衆安全矯正省がウェストフェリシアナ郡の未編入領域でルイジアナ州立刑務所を運営している。

## メディア
「ザ・アンゴライト」はルイジアナ州立刑務所で1976年に発行され出版されているニュース雑誌である。毎年6号が発行されている。

## 教育
ウェストフェリシアナ郡公立教育学区が郡内の学校を管轄している。小学校が2校、中学校と高校が各1校ある。
ウェストフェリシアナ郡図書館はセントフランシスビルにある。この図書館はオーデュボン地域図書館システムに属していたが、2004年1月に独立した。
郡内からはルイジアナ州立大学とサザン大学が近い。